# 戒賢
戒賢（かいけん、尸羅跋陀羅、シーラバドラ、Śīlabhadra、529年 - 645年）は、古代インドの僧、唯識派。玄奘の師。

## 略歴
護法に師事して唯識を極め、ナーランダ僧院の学長となり、「正法蔵」と尊称される。
晩年に留学して来た玄奘に唯識を伝える。

## 著書
- 『仏地経論』

## 関連文献
- CiNii>戒賢
- INBUDS>戒賢